# Automatic Performance Control
Automatic Performance Control (APC) eller APC-systemet, Saabs system för att hantera variationer i bensinkvalitén, lanserat 1980. APC utvecklades av Per Gillbrand på Saab dels för att få bukt med motorskador på turbomotorerna orsakade av dålig bränslekvalitet, dels för att få turbomotorerna mer bränslesnåla.

## Utveckling

1. Knacksensor
2. Trycksensor
3. Styrenhet
4. Magnetventil

Problemen med motorskador berodde ofta på att bränsle med för lågt oktantal användes, vilket ledde till att motorn "spikade", med allvarliga motorskador som följd. För att minska risken för spikningar hade turbomotorerna väsentligt lägre kompression än motorerna utan turbo, vilket ledde till dålig bränsleekonomi samt att motorn blev onödigt svag på låga varv.
APC är ett elektroniskt reglersystem som övervakar motorn och sänker laddtrycket ifall spikningar inträffar. Systemet består av en styrenhet som får signaler från trycksensor, knacksensor och varvtalsgivare. Styrenheten justerar laddtrycket med hjälp av en magnetventil med vilken den kan reglera öppningen av turbons övertrycksventil, wastegate, och därmed reglera laddtrycket.
Själva styrenheten är helt analog, dvs den är konstruerad av förstärkare, spänningsdelare och filter.
Knacksensorn är piezoelektrisk och skruvad direkt i motorblocket. Den fungerar som en mikrofon som ger en elektrisk utsignal som motsvarar vibrationerna i motorblocket.
Trycksensorn är en resistiv givare, vars resistans ökar med ökat laddtryck.
Varvtalssignalen är samma signal som går till tändspolen, fast på senare modeller förstärkt i en tändpulsförstärkare.
Styrenheten styr magnetventilen genom att öka och minska pulsbredden till den. Magnetventilen matas med motorns laddningstryck som via en strypning leds vidare till wastegaten. Genom att öppna en tredje port i magnetventilen kan APC-systemet släppa ut luft från wastegaten och på så sätt reglera laddtrycket.
APC är konfigurerad så att den med hjälp av trycksensorn reglerar laddtrycket mot en förutbestämd laddtryckskurva. Laddtrycket sänks på höga varv för att minska påkänningarna på motorn. Om APC känner spikningar sänks laddtrycket i steg tills spikningarna upphör, därefter höjs laddtrycket sakta igen.
APC gjorde det möjligt att höja kompressionen i turbomotorerna från 7,2:1 till 8,5:1 vilket gav bättre lågvarvsegenskaper och bättre bränsleekonomi.
Man kunde med hjälp av APC reglera ner laddtrycket på höga varv och slapp på så sätt att mekaniskt begränsa effekten på höga varv, vilket gjordes på turbomotorerna utan APC som hade kamaxlar som minskade effekten på höga varv.
APC möjliggjorde även att motorn kunde tankas med mer lågoktanigt bränsle utan risk för motorskador.
Saabs motorutvecklare Per Gillbrand är känd som hjärnan bakom APC, även om många var inblandade i utvecklingen av APC.
Det klassiska fristående APC-systemet fanns i Saab 900 Turbo ca 1981-1993 och i Saab 9000 Turbo 1985-1988. I senare modeller är APC-funktionen inbyggd i andra delar av motorstyrsystemet.